# Terengganu Polygon Cycling Team
El Terengganu Polygon Cycling Team (codi UCI: TSG) és un equip ciclista professional malaisi, de categoria Continental. Competeix principalment a les curses de l'UCI Àsia Tour.

## Principals resultats

### Curses per etapes
- Tour de Brunei: Shinichi Fukushima (2011)
- Tour de Flores: 2016 (Daniel Whitehouse)
- Tour de Langkawi: 2018 (Artem Ovechkin)

### Campionats nacionals
- Campionat d'Algèria en contrarellotge. 2019 (Youcef Reguigui)
- Campionat de Corea del Sud en ruta. 2012 (Jang Chan-jae)
- Campionat de Malàisia en ruta: 2011, 2013 (Mohd Shahrul Mat Amin), 2012 i 2016 (Mohd Zamri Salleh), 2015 i 2019 (Nur Amirul Fakhruddin Mazuki)
- Campionat de Malàisia en contrarellotge. 2016 (Mohd Nor Umardi Rosdi)
- Campionat de Mongòlia en ruta: 2018 i 2020 (Maral-Erdene Batmunkh)
- Campionat de Mongòlia en contrarellotge: 2016, 2018 (Maral-Erdene Batmunkh)
- Campionat de l'Uzbekistan en contrarellotge: 2014 (Muradian Khalmuratov)
- Campionat de Panamà en ruta: 2020 (Christofer Jurado)
- Campionat de Panamà en contrarellotge: 2020 (Christofer Jurado)
- Campionat de Rússia de en contrarellotge: 2018, 2019 I 2020 (Artem Ovechkin)
- Campionat de Singapur en ruta: 2018 i 2019 (Goh Choon Huat)
- Campionat de Singapur en contrarellotge: 2016, 2018 i 2019 (Goh Choon Huat)

## Classificacions UCI
A partir del 2011 l'equip participa en les proves dels circuits continentals, especialment a l'UCI Àsia Tour.
UCI Àfrica Tour
| Temporada | Classificació per equips | Millor ciclista en la classificació individual |
| --------- | ------------------------ | ---------------------------------------------- |
| 2018      | 4t                       | Metkel Eyob (5è)                               |
| 2019      | -                        | Youcef Reguigui (2n)                           |
| 2020      | -                        | Youcef Reguigui (4t)                           |
| 2021      | -                        | Metkel Eyob (7è)                               |

UCI Amèrica Tour
| Temporada | Classificació per equips | Millor ciclista en la classificació individual |
| --------- | ------------------------ | ---------------------------------------------- |
| 2019      | -                        | Christofer Jurado (23è)                        |
| 2020      | -                        | Carlos Quintero (17è)                          |

UCI Àsia Tour
| Temporada | Classificació per equips | Millor ciclista en la classificació individual |
| --------- | ------------------------ | ---------------------------------------------- |
| 2011      | 4t                       | Shinichi Fukushima (13è)                       |
| 2012      | 1r                       | Harrif Salleh (8è)                             |
| 2013      | 7è                       | Harrif Salleh (22è)                            |
| 2014      | 12è                      | Nur Amirul Fakhruddin Mazuki (49è)             |
| 2015      | 17è                      | Nur Amirul Fakhruddin Mazuki (42è)             |
| 2016      | 7è                       | Daniel Whitehouse (55è)                        |
| 2017      | 18è                      | Maral-Erdene Batmunkh (46è)                    |
| 2018      | 4t                       | Artem Ovechkin (3r)                            |
| 2019      | 1r                       | Goh Choon Huat (6è)                            |
| 2020      | 2n                       | Maral-Erdene Batmunkh (13è)                    |
| 2021      | 1r                       | Jambaljamts Sainbayar (3r)                     |

UCI Europa Tour
| Temporada | Classificació per equips | Millor ciclista en la classificació individual |
| --------- | ------------------------ | ---------------------------------------------- |
| 2018      | 107è                     | Artem Ovechkin (468è)                          |
| 2019      | -                        | Artem Ovechkin (254è)                          |
| 2020      | -                        | Artem Ovechkin (140è)                          |
| 2021      | -                        | Jeroen Meijers (735è)                          |

UCI Oceania Tour
| Temporada | Classificació per equips | Millor ciclista en la classificació individual |
| --------- | ------------------------ | ---------------------------------------------- |
| 2017      | 11è                      | Drew Morey (23è)                               |
| 2019      | -                        | Drew Morey (15è)                               |
| 2020      | -                        | Drew Morey (43è)                               |